# Myke Carvalho
Myke Michel Ribeiro de Carvalho (ur. 28 października 1983 w Belém) – brazylijski bokser, brązowy medalista igrzysk panamerykańskich.
Uprawianie boksu rozpoczął w wieku 11 lat a pierwszą walkę stoczył mając piętnaście lat. W roku 2002 reprezentował Brazylię na Igrzyskach Południowoamerykańskich w Belem zdobywając srebrny medal w wadze piórkowej. W roku 2004 zajmując pierwsze miejsce w turnieju kwalifikacyjnym zapewnił sobie udział w Igrzyskach Olimpijskich w Atenach. Przegrał w pierwszej walce ze Portorykańczykiem Alexandrem de Jesusem. W 2006 na Igrzyskach Południowoamerykańskich w Buenos Aires zdobył złoty medal w wadze lekkopółśredniej. W 2007 wziął udział w Igrzyskach Panamerykańskich w Rio de Janeiro. Po pokonaniu Wenezuelczyka Jhonny Sancheza w półfinale przegrał z Amerykaninem Karlem Darganem zdobywając brązowy medal. Sukcesem zakończyły się również próby kwalifikacji na Igrzyska Olimpijskie w Pekinie. W Pekinie już w pierwszej walce przegrał z Richarmo Colinem (Mauritius).
W 2010 uczestniczył w Igrzyskach Ameryki Południowej w Medellin zdobywając złoty medal w wadze lekkopółśredniej. W następnym roku wystąpił w Igrzyskach Panamerykańskich w Gudalajarze zdobywając brązowy medal w wadze półśredniej. Wygrał z reprezentantem Dominikany Raulem Sanchezem i Chilijczykiem Patricio Villagrą a w półfinale przegrał z Kubańczykiem Carlosem Banteaux.